# Effetti collaterali (film 1998)
Effetti collaterali (Senseless) è una commedia fantascientifica americana del 1998 diretta dalla regista Penelope Spheeris.

## Trama
Darryl Witerspoon, studente di economia dalla mente geniale ma privo di adeguate risorse economiche, passa da un lavoro all'altro con il solo scopo di riuscire a reperire abbastanza denaro per potersi pagare le tasse universitarie e garantire una casa alla propria famiglia. La necessità lo porta, in poco tempo, a trasformarsi in un autentico stakanovista. Darryl passa da un impiego all'altro, accettando ogni tipo di proposta lavorativa anche se strana, inusuale o poco dignitosa. Il bisogno di denaro lo spinge a collaborare con un istituto di ricerca che sta effettuando la sperimentazione di un nuovo farmaco ed il suo incarico è quello di fare da cavia dietro compenso. Le cose non filano proprio per il verso giusto e gli effetti collaterali non si fanno attendere. Il dottor Wheedon, uno dei ricercatori, gli inietta infatti una droga sperimentale finalizzata al potenziamento di tutte le percezioni sensoriali. Darryl, inizialmente, si sente un supereroe. Le capacità dei suoi sensi si moltiplicano in maniera esponenziale ma le cose peggiorano nel momento in cui, sulla scia dell'entusiasmo, gli verrà iniettata un'eccessiva dose della sostanza. Da quel momento iniziano i guai.

## Accoglienza
Il film non ha riscosso un grande successo di pubblico. Negli Usa, nel primo weekend di programmazione ha infatti incassato poco più di 5 milioni di dollari. Nell'arco di tutto il periodo di programmazione, gli incassi hanno superato di poco gli 11 milioni. Le proiezioni del film, iniziate il 30 gennaio 1998 sono terminate domenica 15 febbraio.